# Invävning
Invävning utgörs av varpens väg upp och ner mellan inslagen och reglerar åtgången på varpen och varierar med inslagsgarn och vävteknik.
I en ripsmatta där effekten uppnås genom att väldigt många varptrådar helt täcker inslagsgarnet går det år mycket varp, jämfört med en gles gardin i tuskaft med ett tunt inslag där varptrådarna ligger i stort sett raka genom hela väven.